# 秦家驄
秦家驄（Frank Ching；1940年12月13日—），香港時事評論員，現任香港中文大學歷史系客席副教授(禮任)及香港科技大學管理學系兼任副教授。秦敦世曾孙。

## 生平
生于香港，后移民美国。毕业于纽约福坦莫大學英国文学系，后入纽约大学哲学研究所就读，又受教于哥倫比亞大學。20世纪60年代末至70年代初在《纽约时报》国外新闻部任中国地区专家。1979年，受《华尔街日报》派遣，在北京建立办事处，成为最早一批报道新中国的美国记者之一。1983年，他辞去职务，从事家族史写作，自述为秦观33世孙，历时五年完成，2016年出版《祖先：一个家族的千年故事》，从秦观一直叙述到其父1959年去世。曾經擔任亞洲電視節目《時事縱橫》主持人以及遠東經濟評論、亞洲華爾街日報和紐約時報編輯，研究興趣為1960年代以後的東亞地區。现居香港。妻子為香港行政會議成員胡紅玉。

## 著作
- “The U.S.-Japan Security Alliance: Helping or Hindering Sino-Japanese Relations," Reconceptualising the Divide: Identity, Memory, and Nationalism in Sino-Japanese Relations, Cambridge: Cambridge Scholars Publishing.
- Ancestors: 900 Years in the Life of a Chinese Family, originally published by William Morrow & Co., New York, 1998. Updated and issued by Rider, London.
- China: The Truth About Its Human Rights Record, London: Rider (Random House).
- “From Mao to Now: Three Tumultuous Decades," China's Great Leap: The Beijing Games and Olympian Human Rights Challenges, Minky Worden (ed.), New York: Seven Stories Press.